# Pfarrkirche Kühnsdorf

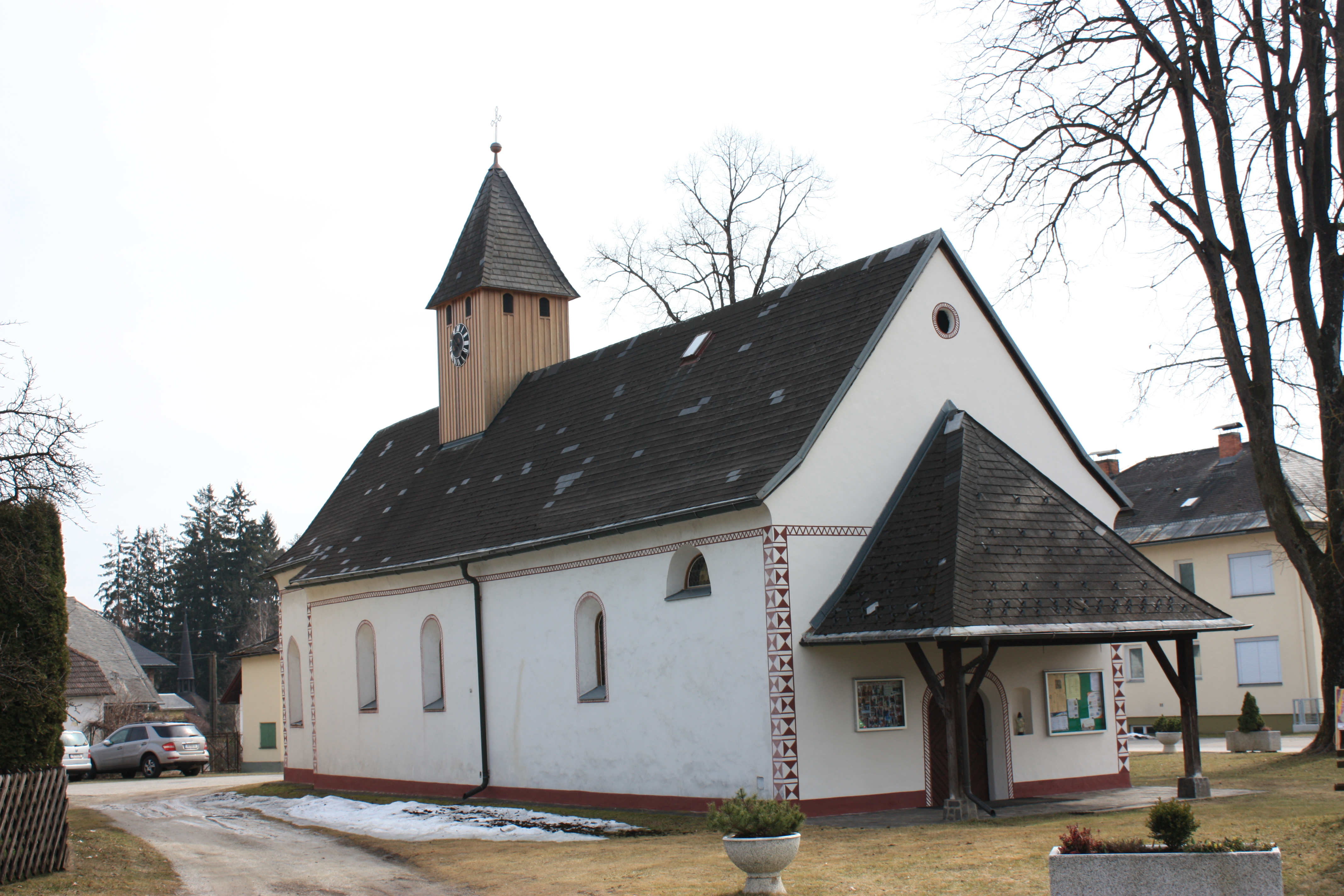
Katholische Pfarrkirche hl. Ägidius in Kühnsdorf

Die römisch-katholische Pfarrkirche Kühnsdorf steht in der Ortschaft Kühnsdorf in der Marktgemeinde Eberndorf im Bezirk Völkermarkt in Kärnten. Die dem Patrozinium hl. Ägidius unterstellte Pfarrkirche gehört zum Dekanat Eberndorf/Dobrla vas in der Diözese Gurk-Klagenfurt.  Die Kirche steht unter Denkmalschutz (Listeneintrag).

## Geschichte
Urkundlich wurde 1784 eine Kirche genannt. 1948 wurde das Langhaus nach Westen verlängert.

## Architektur
Der kleine im Kern wohl romanische gotisierte Kirchenbau hat einen polygonalen Chor, trägt einen Dachreiter, und hat im Westen eine hölzerne Vorlaube. Südlich steht ein Sakristeianbau. Die südliche Außenwand zeigt ein Fresko hl. Christophorus mit der Stucknennung 1885.
Das Kircheninnere zeigt ein Langhaus unter einer Flachdecke, der Triumphbogen ist rundbogig, der einjochige Chor mit einem Fünfachtelschluss hat gotische Fenster. Die gotisierende schablonierte Holzdecke ist aus 1976.

## Einrichtung
Der Hochaltar entstand um 1680/1690.
Die Orgel ist aus 1996. Eine Glocke nennt 1976.